# Aleksàndrovka (Vorónej)
Aleksàndrovka — Александровка (rus) — és un poble (un possiólok) de l'óblast de Vorónej, a Rússia, segons el cens del 2010 tenia 120 habitants. Pertany al municipi de Nóvaia Jizn.